# Галиатское сельское поселение
Галиатское се́льское поселе́ние — муниципальное образование в Ирафском районе Северной Осетии Российской Федерации.
Административный центр — село Камунта.

## История
Статус и границы сельского поселения установлены Законом Республики Северная Осетия-Алания от 5 марта 2005 года № 14-рз «Об установлении границ муниципального образования Ирафский район, наделении его статусом муниципального района, образовании в его составе муниципальных образований - сельских поселений и установлении их границ»

## Население
| 2002 | 2010 | 2011 | 2012 | 2013 | 2014 | 2015 |
| ---- | ---- | ---- | ---- | ---- | ---- | ---- |
| 73   | ↗80  | →80  | ↗81  | ↗83  | ↘82  | ↗84  |
| 2016 | 2017 | 2018 | 2019 | 2020 | 2021 | 2023 |
| ↗87  | ↗103 | →103 | ↗104 | ↗107 | ↗194 | ↘191 |
| 2024 | 2025 |      |      |      |      |      |
| ↘187 | ↘183 |      |      |      |      |      |

## Состав сельского поселения
| № | Населённый пункт | Тип населённого пункта       | Население |
| - | ---------------- | ---------------------------- | --------- |
| 1 | Галиат           | село                         | ↗50       |
| 2 | Дунта            | село                         | ↗99       |
| 3 | Камунта          | село, административный центр | ↗45       |

Хунсар, Хонсар — опустевший населённый пункт на территории Галиатского сельского поселения.